# Bucharest Challenger
Bucharest Challenger este un turneu profesionist de tenis jucat pe terenuri de zgură. În prezent face parte din Asociația Profesioniștilor din Tenis (ATP) Challenger Tour. Se desfășoară anual în București, România din 2021.

## Rezultate

### Simplu
| An   | Campion      | Finalist       | Scor     |
| ---- | ------------ | -------------- | -------- |
| 2021 | Jiří Lehečka | Filip Horanský | 6–3, 6–2 |

### Dublu
| An   | Campioni                      | Finalițti                       | Scor             |
| ---- | ----------------------------- | ------------------------------- | ---------------- |
| 2021 | Ruben Gonzales Hunter Johnson | Maximilian Marterer Lukáš Rosol | 1–6, 6–2, [10–3] |